# Gerhard Raff
Gerhard Raff (* 13. August 1946 in Stuttgart-Degerloch) ist ein deutscher Historiker und Schriftsteller und war Mitinhaber des inzwischen geschlossenen Landhege-Verlags.

## Leben

### Studium
Gerhard Raff studierte Geschichte und evangelische Theologie an der Universität Tübingen und promovierte dort 1984 bei Hansmartin Decker-Hauff mit einer Arbeit über die Ursprünge des Hauses Württemberg, die 1988 unter dem Titel Hie gut Wirtemberg allewege I. Das Haus Württemberg von Graf Ulrich dem Stifter bis Herzog Ludwig veröffentlicht und in der Folgezeit mit bislang drei Folgebänden fortgeführt wurde.

### Freier Schriftsteller
Gerhard Raff lebt als freier Schriftsteller in Stuttgart-Degerloch. Für seine schwäbischen Geschichten, die in der Stuttgarter Zeitung veröffentlicht und 1985 unter dem Titel Herr, schmeiß Hirn ra! als Buch erschienen, wurde er im gleichen Jahr mit dem Thaddäus-Troll-Preis ausgezeichnet.
Seit 2002 war er Mitglied im Komitee der Stauferfreunde, seit 2004 ist er Mitglied des Wissenschaftlichen Beirats der Zeitschrift Suevica – Beiträge zur schwäbischen Literatur- und Geistesgeschichte.

## Werke (Auswahl)
- Chronik der Stadt Stuttgart 1954–1960, Klett, Stuttgart 1978.
- Herr, schmeiß Hirn ra!, Deutsche Verlags-Anstalt, Stuttgart/Leipzig 1985, ISBN 3-421-06257-9.
- Hie gut Wirtemberg allewege I. Das Haus Württemberg von Graf Ulrich dem Stifter bis Herzog Ludwig. Mit einer Einleitung von Hansmartin Decker-Hauff. Hohenheim-Verlag, Stuttgart 1988, ISBN 3-89850-110-8.
- Hie gut Wirtemberg allewege II. Das Haus Württemberg von Herzog Friedrich I. bis Herzog Eberhard III. Mit den Linien Stuttgart, Mömpelgard, Weiltingen, Neuenbürg, Neuenstadt am Kocher und Oels in Schlesien, Hohenheim-Verlag, Degerloch 1993, ISBN 3-89850-108-6.
- Mehr Hirn! Mit Illustrationen von Loriot, Deutsche Verlags-Anstalt, Stuttgart/Leipzig 1995, ISBN 3-421-05016-3.
- Raffs Raritäten, Deutsche Verlags-Anstalt, München 1998, ISBN 3-421-05162-3.
- Die schwäbische Geschichte, Hohenheim-Verlag, Stuttgart/Leipzig 2000, ISBN 3-89850-020-9.
- Hie gut Wirtemberg allewege III. Das Haus Württemberg von Herzog Wilhelm Ludwig bis Herzog Friedrich Karl. Mit den Linien Stuttgart, Winnental, Neuenstadt am Kocher, Neuenbürg, Mömpelgard und Oels, Bernstadt und Juliusburg in Schlesien und Weiltingen. Hohenheim-Verlag, Degerloch 2002, ISBN 3-89850-084-5.
- Eiserne Ration für furchtlose und treue Württemberger, Hohenheim-Verlag, Stuttgart/Leipzig 2003, ISBN 3-89850-102-7.
- Das dritte Hirn, Stuttgart/Leipzig 2005. 2. Auflage, Landhege-Verlag, Schwaigern 2012, ISBN 978-3-943066-05-0.
- Die Gschicht vom Mose ond de Zehn Gebot, Landhege-Verlag, Schwaigern 2011, ISBN 978-3-943066-03-6.
- Schwäbische Juwelen, Landhege-Verlag, Schwaigern 2012, ISBN 978-3-943066-05-0.
- Gerhard Raff kann auch Hochdeutsch, Landhege-Verlag, Schwaigern 2013, ISBN 978-3-943066-22-7.
- Hie gut Wirtemberg allewege IV. Das Haus Württemberg von Herzog Eberhard Ludwig bis Herzog Carl Alexander unter besonderer Berücksichtigung der Christina Wilhelmina von Grävenitz. Mit den Linien Stuttgart und Winnental. Landhege-Verlag, Schwaigern 2015, ISBN 978-3-943066-39-5.

## Ehrungen
- 1985 Thaddäus-Troll-Preis des Förderkreises deutscher Schriftsteller in Baden-Württemberg e. V.
- 1989 Ritter zum krummen Balken des Kulturkreises Vellberg e. V.[1]
- 1996 Ehrenmitgliedschaft der Tübinger Königsgesellschaft Roigel
- 1998 Bundesverdienstkreuz[1]
- 2000 Dr. Gerhard Raff-Fuchsie der Deutschen Fuchsien-Gesellschaft e. V. (nach ihm benannte Neuzüchtung)[1]
- 2002 Verdienstmedaille in Gold der Hohenstaufenstadt Göppingen[1]
- 2010 Daniel-Pfisterer-Preis des Geschichts- und Kulturvereins Köngen e. V.[3]
- 2013 Sebastian-Blau-Ehrenpreis des schwäbische mund.art e. V.[4][5]
- 2022 Staufermedaille in Gold[6]